# Clichy
Clichy je francouzské město v departementu Hauts-de-Seine, v Île-de-France. Bývá také neoficiálně nazýváno Clichy-la-Garenne pro odlišení od jiného města v pařížské aglomeraci Clichy-sous-Bois. Nachází se na řece Seině, asi 6,4 kilometrů severně od centra Paříže. V roce 2020 zde žilo 62 993 obyvatel.
Ve městě sídlí ústředí společností L'Oréal Group, největší světové společnosti v oblasti kosmetiky a krásy, BiC, jednoho z největších výrobců per na světě, Monoprixu, velkého francouzského maloobchodního řetězce, a také Sony France, velké elektronická a mediální společnosti.

## Název
Jméno Clichy je poprvé zaznamenáno v 6. století ve tvaru Clippiacum, později zkomoleno do Clichiacum, což znamená „statek Cleppia“, galsko-římského vlastníka půdy.
Ve 13. století bylo okolí Clichy využíváno jako garenne, tedy lovecký park a obora pro výhradní použití krále nebo pána Město se v této době stalo známým jako Clichy-la-Garenne.
Mezi lety 1793 a 1795, během francouzské revoluce, bylo Clichy-la-Garenne přejmenováno na Clichy-la-Patriote (což znamená „Clichy Patriot“), možná proto, že slovo garenne lidem připomínalo feudální privilegia, která nová vláda zrušila v roce 1789. Po revoluci francouzská administrativa oficiálně zaznamenala název obce pouze jako Clichy, čímž upustila od přídavku „la-Garenne“. Znovu se tento termín začal používat ve 21. století, v mnoha případech je však stále odkazováno na původní tvar Clichy-la-Garenne, ačkoli o oficiální název nejde již více než 200 let.

## Historie

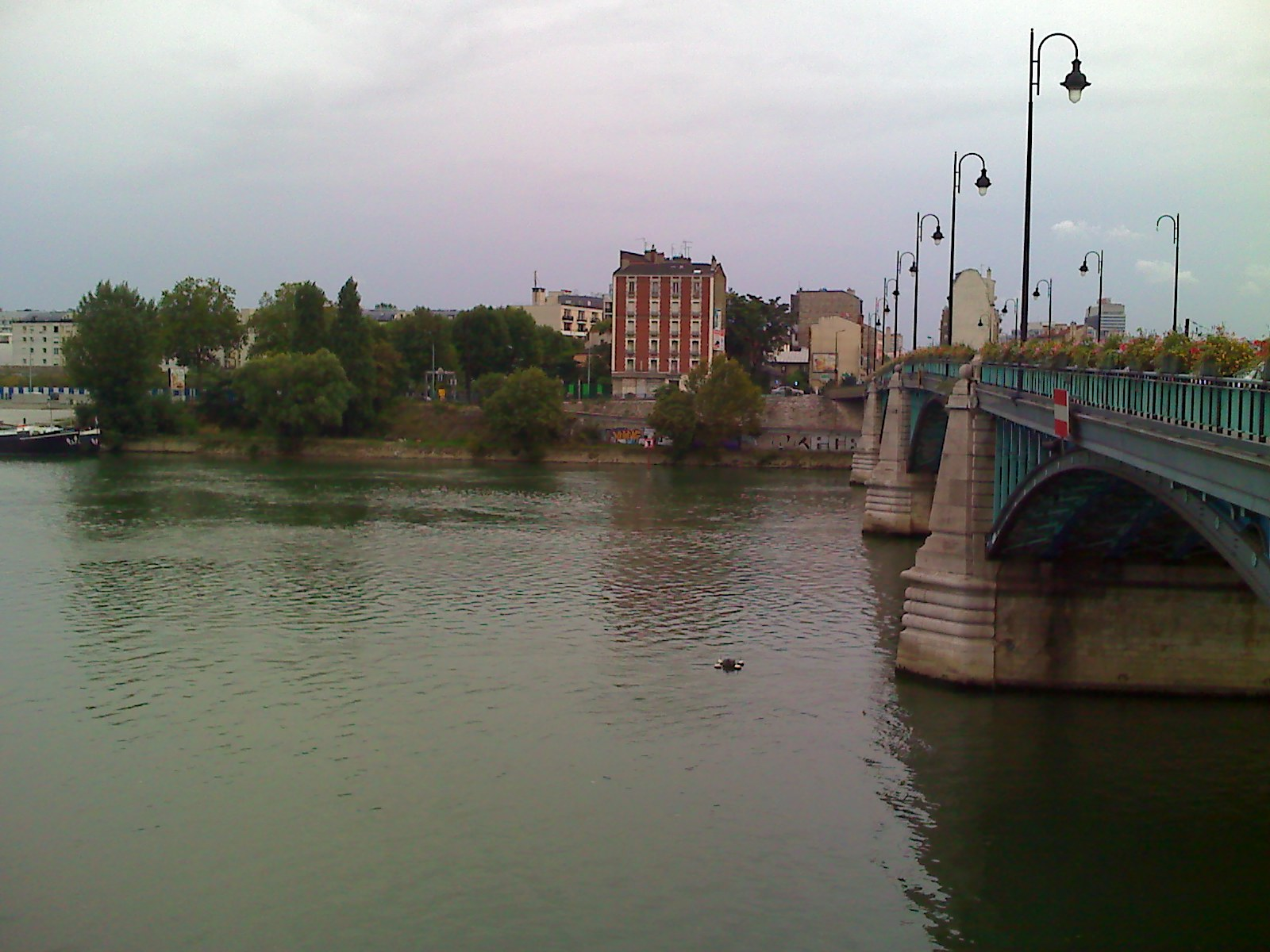
Přístaviště Clichy s mostem

Město je známé pod jménem Clippiacum již od 6. století, jako sídlo merovejských králů, např. Dagoberta I. V listině podepsané roku 741 v Clichy ve veřejném paláci, připojil Karel Martel obec pod opatství Saint-Denis s jejími pozemky, budovami, vinicemi, loukami, a vodními toky. V roce 885 zničili Normané královský palác a okolní vesnice.
V roce 1277 udělil král Filip III. Smělý obyvatelům Clichy v okolních lesích užívací právo k pastvě. V této době spadala městská správa pod řád Templářů, kteří ovládali místní oblasti.
V roce 1830 byla část území města oddělena a stala se součástí sousední obce Batignolles-Monceau. 1. ledna 1860 město Paříž anektovalo tyto obce a zabralo též většinu obce Batignolles-Monceau, (dnes součástí 17. pařížského obvodu). Clichy byla po spojení však přiznána pouze malá část původního území. 11. ledna 1867 byla část území města opět oddělena a sloučena s částí území Neuilly-sur-Seine, díky čemuž vznikla obec Levallois-Perret.
Během povodní na Seině v roce 1910 bylo Clichy zaplaveno, stejně jako sousední města podél řeky. Deník Le Matin 28. ledna při této příležitosti napsal: „Po protržení hlavní stoky byl pod výškou 1,50 metru zatopen celý obvod radnice. Lze se k ní dostat pouze provizorními mosty, vystavěnými ve spěchu před vodou“
V roce 1948 bylo ve městě zřízeno ředitelství firmy BiC, která vyrábí zejména pera a jednorázové doplňky pro psaní. Svých 60 let působení na území obce oslavila firma v roce 2008. K dnešnímu dni zaměstnává 8 500 zaměstnanců po celém světě, z toho 500 právě v centrále v Clichy. Clichy je také sídlem skupiny L'Oréal. V roce 2000 se města týkalo několik finančních soudních případů, mezi nimiž byl kupř. případ Didiera Schullera.

## Doprava
Clichy obsluhuje stanice metra Mairie de Clichy na lince č.13. Obsluhována je také stanicí Clichy-Levallois na příměstské železniční trati Transilien Paris-Saint-Lazare.
Městem prochází sedm departementových komunikací (D1, D17, D17b, D19, D110, D911 a D912). Od roku 2000 měla hlavní část města protínat dálnice A15, původně plánovaná k napojení na městský okruh díky projektu pařížských silnic BUCSO (Bulvar Urbain Clichy Saint-Ouen). V roce 2018 byl tento plán rozvoje nahrazen jednoduchým projektem městské avenue, spojující most Gennevilliers s bulvárem Victora-Huga.

## Demografie
Clichy patří mezi pařížská předměstí s vysokou koncentrací přistěhovalců: podle sčítání roku 2001 se pětina zdejších obyvatel narodila mimo Evropskou unii. Hustota obyvatel zde patří k nejvyšším ve Francii.

### Vývoj počtu obyvatel
Počet obyvatel ve druhé polovině 20. století

### Politika a samospráva
Clichy je tradiční baštou socialistů, kteří ovládají místní radnici nepřetržitě od roku 1947. V letech 1983 až 1985 zastával úřad starosty Jacques Delors.

### Vzdělání
Obec má na 22 základních škol, tři nižší střední školy a dvě vyšší střední školy. Mezi juniorské vysoké školy ve městě patří:

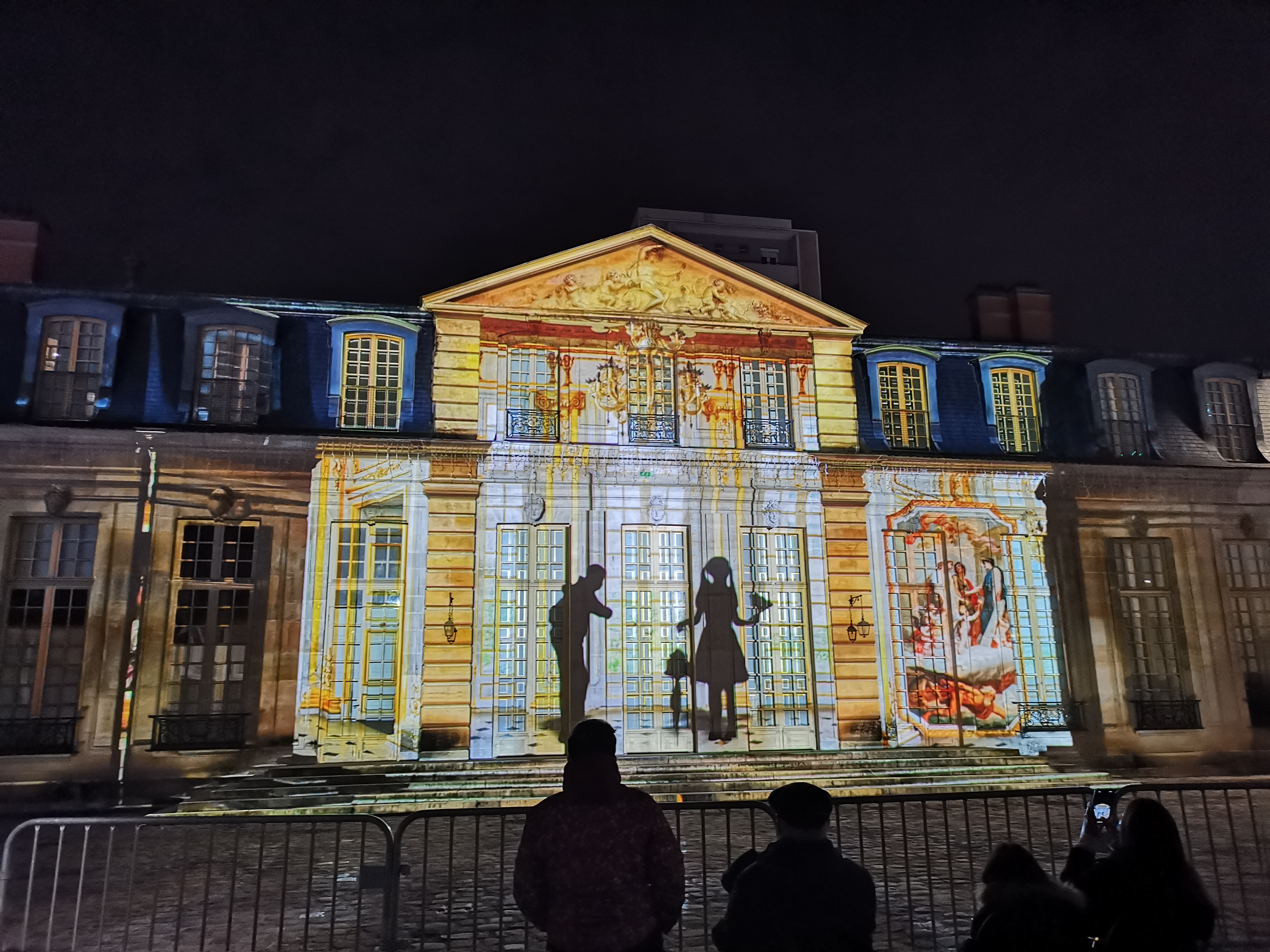
Pavilon Vendôme

- Vysoká škola Jeana Jaurèse
- Vysoká škola Jeana Macého
- Vysoká škola Vincenta Van Gogha

Vyšší střední školy jsou:
- Lycée Newton
- Lycée René Auffray

## Kultura

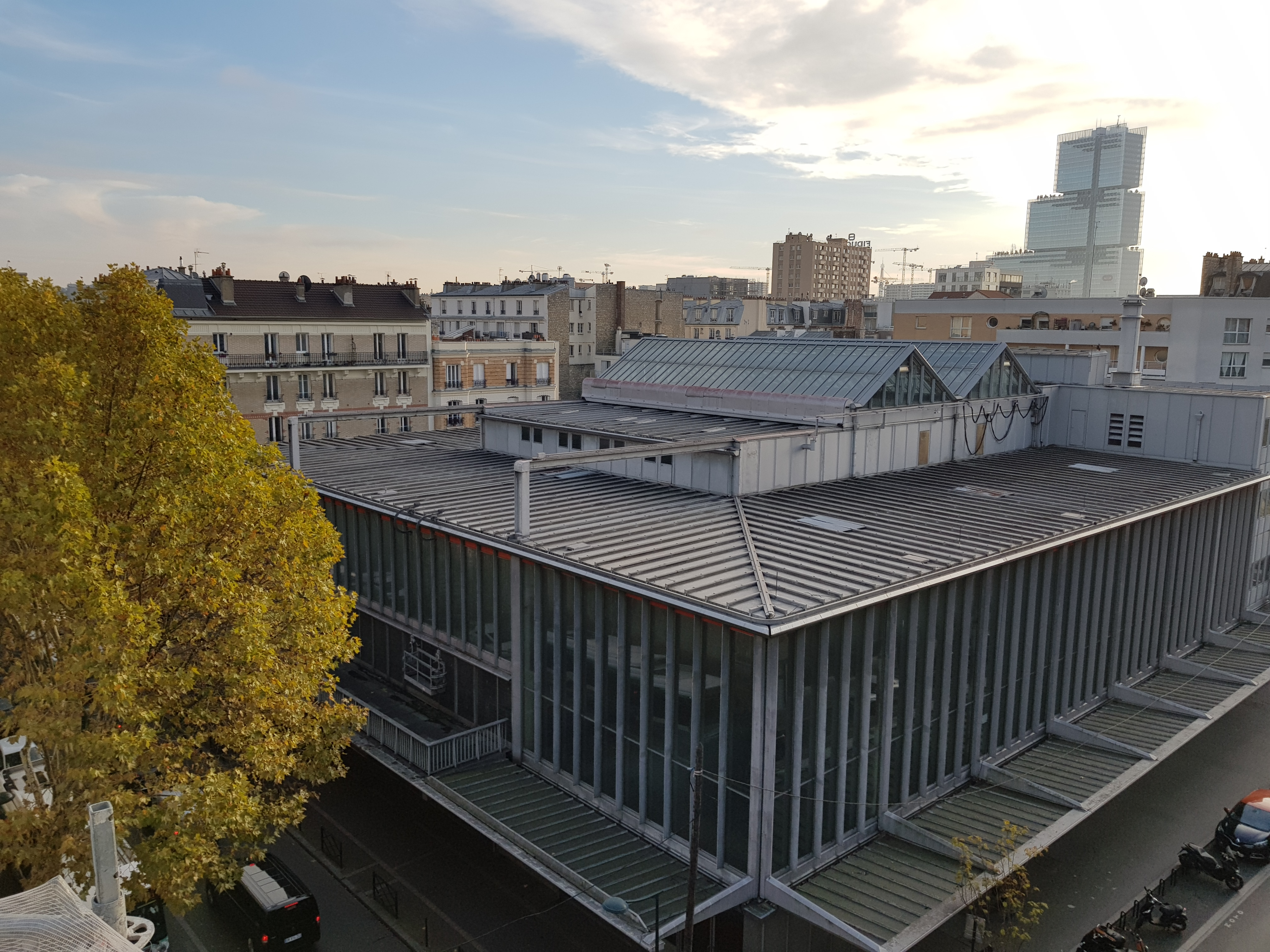
Lidový dům

Nachází se zde divadlo a kino Rutebeuf. Významnou stavbou moderní architektury je Maison du Peuple de Clichy z roku 1938, který navrhl Jean Prouvé. Henry Miller popsal svůj zdejší pobyt v románu Tiché dny v Clichy, který roku 1990 zfilmoval Claude Chabrol. François Truffaut natočil v Clichy svůj film Poslední metro (1980).

## Slavní obyvatelé a rodáci
- Dagobert I. (asi 603–639), franský král z dynastie Merovejců
- Rutebeuf (asi 1250–1285), básník
- Vincenc z Pauly (1581–1660), kněz, zakladatel řádu lazaristů, spoluzakladatel moderní charity a světec
- Louis Joseph de Bourbon, vévoda z Vendôme (1654–1712), maršál a vojevůdce
- Gustave Eiffel (1832–1923), konstruktér a architekt
- Léo Delibes (1836–1891), hudební skladatel
- Georges Bizet (1838–1875), hudební skladatel
- Claude Debussy (1862–1918), hudební skladatel
- Henri de Toulouse-Lautrec (1864–1901), malíř
- La Goulue (1866–1929), tanečnice
- Henry Miller (1891–1980), americký spisovatel
- Louis-Ferdinand Céline (1894–1961), lékař a spisovatel
- Olivier Messiaen (1908–1992), hudební skladatel, varhaník a pedagog
- Pierre Bérégovoy (1925–1993), ministr financí
- Jacques Delors (* 1925), ministr financí
- Marina Vlady (* 1938), herečka

## Partnerská města
- Heidenheim an der Brenz, Německo, od roku 1959
- Rubí, Španělsko, od roku 2005
- St. Pölten, Rakousko, od roku 1968
- Santo Tirso, Portugalsko, od roku 1991
- Southwark, Spojené království, od roku 2005